# The Verve
The Verve was een in 1989 opgerichte britpopband. In juni 1997 maakte de band furore met het nummer Bitter Sweet Symphony.

## Geschiedenis

### Oprichting en succes
The Verve werd in 1989 door Richard Ashcroft opgericht in de Britse stad Wigan. Al snel kreeg de band faam, voornamelijk dankzij de songwriting van Ashcroft en het gitaarspel van Nick McCabe. In 1992 kwam dan ook al de eerste lp van de band, Verve EP, uit bij Hut Records, die nog altijd wordt gezien als een van de meest experimentele Verve-albums. Nadien werden er albums uitgebracht die de strijd aanbonden met bands als Oasis, Blur en Radiohead.
Drugsdrama's, rechtszaken en gezondheidsproblemen passeerden de revue, maar The Verve bracht vier albums uit en had over de hele wereld diverse grote hits. Desondanks kondigde de band in 1999 aan te stoppen.

### Onderbreking
Na het uit elkaar gaan van The Verve gingen gitarist Simon Tong en basgitarist Simon Jones door onder de naam The Shining, tezamen met John Squire. Deze band kwam echter nooit echt van de grond. Tong verving indertijd ook nog regelmatig gitarist Graham Coxon in de band Blur.
De vaste gitarist van The Verve, Nick McCabe hield zich voornamelijk op de achtergrond. Enkele malen verscheen hij echter toch nog op het podium met The Music.
Drummer Peter Salisbury werkte nog enkele malen samen met Richard Ashcroft, en werd in 2004 bovendien tijdelijk lid van de Black Rebel Motorcycle Club.
Verve-oprichter Ashcroft had naast de bovengenoemde Salisbury ook enkele muzikale experimenten met B.J. Cole. In april 2000 kwam zijn eerste solosingle uit, A Song For The Lovers, die de nummer 3 in de Engelse top 40 bereikte. De cd's die hierop volgden, hadden geen groot commercieel succes meer. Op 2 juli 2005 viel Richard Ashcroft nog één keer op, toen hij op het Live 8-festival, in samenwerking met Coldplay, het nummer Bitter Sweet Symphony ten gehore bracht.

### Comeback
Nadat de band in april 1999 stopte, werd in juni 2007 een comeback aangekondigd. Aan het einde van de zomer van 2008 werd een nieuw album uitgebracht en in november hield de band een tour door Engeland en Schotland. Tevens trad de band op zaterdag 31 mei 2008 op op Pinkpop en op 4 juli op Rock Werchter. Op 4 augustus 2008 verscheen de nieuwe single van The Verve, Love is Noise genaamd. Rather Be is de tweede single van het nieuwe album en verscheen in november 2008.

### Derde break-up
Op 8 augustus 2009 werd bekend dat The Verve voor de derde keer uit elkaar gaat. Gitarist Nick McCabe en bassist Simon Jones beschuldigden Richard Ashcroft ervan de reünie te gebruiken voor zijn soloprojecten. Daarnaast heeft een "bron" in de Sunday Mirror de spanningen tussen Ashcroft en de gitarist en bassist verder uitgeschreven.
"As far as Nick and Simon are concerned The Verve no longer exists. They think Richard was just using the reunion as a vehicle to get his solo career on track. Their management called Simon and Nick in for a crisis meeting in September. They were told that Richard refused to tour or work with them again as long as Nick continued to drink. He quickly cleaned up his act. There have been too many problems to put behind them. If Richard came back with cap in hand they’d tell him to f*ck off."

## Tourdata Nederland
The Verve heeft in totaal 6 keer in Nederland gespeeld.
- 27 augustus 1993: Lowlands Festival, Dronten
- 9 september 1993: Vredenburg, Utrecht (Support act van The Smashing Pumpkins)
- 18 februari 1994: (Kleine) Arena, Amsterdam
- 20 augustus 1994: Waterpop Festival, Wateringen
- 1 juni 1998: Pinkpop Festival, Landgraaf
- 31 mei 2008: Pinkpop Festival, Landgraaf

## Bitter Sweet Symphony
Bitter Sweet Symphony is het bekendste nummer van The Verve. Het gaf de Britse groep echter een bittere nasmaak. Het nummer bevat namelijk een sample van de orkestrale versie van The Last Time van The Rolling Stones. De sample werd gebruikt met goedkeuring van Decca Records. Toen het nummer een hit werd klaagde Allen Klein (die via zijn bedrijf de rechten van The Last Time bezit) de groep aan wegens schenden van zijn rechten. Om een lang en duur proces te vermijden schonk de groep de rechten van het nummer 100% aan Allen Kleins ABKCO Music, die een aantal licenties van The Rolling Stones beheert. In 2019 kwamen de rechten op het lied dankzij de nieuwe manager van de Stones, Joyce Smith, alsnog bij The Verve terecht.

## Discografie

### Albums
| Album                            | Verschijnen       | Label                      | Type     | Hitlijsten | Hitlijsten | Hitlijsten | Hitlijsten | Hitlijsten | Hitlijsten | Hitlijsten  | Hitlijsten |
| Album                            | Verschijnen       | Label                      | Type     | BE (VL)    | BE (VL)    | NL         | NL         | VK         | VS         |             |            |
| Album                            | Verschijnen       | Label                      | Type     | Piek       | Weken      | Piek       | Weken      | Piek       | Piek       | Opmerkingen |            |
| -------------------------------- | ----------------- | -------------------------- | -------- | ---------- | ---------- | ---------- | ---------- | ---------- | ---------- | ----------- | ---------- |
| Verve                            | 7 december 1992   | Hut                        | EP       |            |            |            |            |            |            |             |            |
| A Storm in Heaven                | 21 juni 1993      | Hut                        | Studio   |            |            |            |            | 27         |            |             |            |
| Voyager 1                        | maart 1993        | Jolly Roger                | EP       |            |            |            |            |            |            |             |            |
| No Come Down                     | 17 mei 1994       | Vernon Yard, Hut           | Verzamel |            |            |            |            |            |            |             |            |
| A Northern Soul                  | 1 juli 1995       | Vernon Yard                | Studio   |            |            |            |            | 13         |            |             |            |
| Five by Five                     | juni 1997         | Hut                        | EP       |            |            |            |            |            |            |             |            |
| Urban Hymns                      | 29 september 1997 | Hut                        | Studio   | 11         | 44         | 12         | 54         | 1          | 23         |             |            |
| This Is Music: The Singles 92–98 | 1 november 2004   | EMI, Virgin                | Verzamel |            |            |            |            | 15         |            |             |            |
| Forth                            | 25 augustus 2008  | Parlophone, Megaforce, EMI | Studio   | 8          | 10         | 16         | 8          | 1          | 23         |             |            |

### Singles
| Single                | Verschijnen       | Album             | Hitlijsten | Hitlijsten | Hitlijsten | Hitlijsten | Hitlijsten | Hitlijsten |
| Single                | Verschijnen       | Album             | BE (VL)    | BE (VL)    | NL         | NL         | VK         | VS         |
| Single                | Verschijnen       | Album             | Piek       | Weken      | Piek       | Weken      | Piek       | Piek       |
| --------------------- | ----------------- | ----------------- | ---------- | ---------- | ---------- | ---------- | ---------- | ---------- |
| All in the Mind       | 9 maart 1992      |                   | -          | -          | -          | -          | -          | -          |
| She's a Superstar     | 22 juni 1992      | Verve             | -          | -          | -          | -          | 66         | -          |
| Gravity Grave         | 5 oktober 1992    | Verve             | -          | -          | -          | -          | 196        | -          |
| Blue                  | 10 mei 1993       | A Storm in Heaven | -          | -          | -          | -          | 69         | -          |
| Slide Away            | 20 september 1993 | A Storm in Heaven | -          | -          | -          | -          | 98         | -          |
| Make It 'Til Monday   | 1993              | A Storm in Heaven |            |            |            |            |            |            |
| This Is Music         | 1 mei 1995        | A Northern Soul   | -          | -          | -          | -          | 35         | -          |
| On Your Own           | 12 juni 1995      | A Northern Soul   | -          | -          | -          | -          | 28         | -          |
| History               | 18 september 1995 | A Northern Soul   | -          | -          | -          | -          | 24         | -          |
| Bitter Sweet Symphony | 16 juni 1997      | Urban Hymns       | 21         | 14         | 11         | 9          | 2          | 12         |
| The Drugs Don't Work  | 1 september 1997  | Urban Hymns       | 52         | -          | -          | -          | 1          | -          |
| Lucky Man             | 24 november 1997  | Urban Hymns       | 67         | -          | -          | -          | 7          | -          |
| Sonnet                | 2 maart 1998      | Urban Hymns       | -          | -          | -          | -          | 74         | -          |
| The Rolling People    | 1997              | Urban Hymns       |            |            |            |            |            |            |
| The Thaw Session      | 22 oktober 2007   |                   |            |            |            |            |            |            |
| Love Is Noise         | 11 augustus 2008  | Forth             | 26         | 13         | -          | -          | 4          | -          |
| Rather Be             | 17 november 2008  | Forth             | -          | -          | -          | -          | 56         | -          |

### NPO Radio 2 Top 2000
| Nummers met noteringen in de NPO Radio 2 Top 2000 | '05 | '06 | '07 | '08 | '09 | '10 | '11 | '12 | '13 | '14  | '15  | '16  | '17  | '18  | '19  | '20  | '21  | '22  | '23  | '24  |
| ------------------------------------------------- | --- | --- | --- | --- | --- | --- | --- | --- | --- | ---- | ---- | ---- | ---- | ---- | ---- | ---- | ---- | ---- | ---- | ---- |
| Bitter Sweet Symphony                             | 350 | 242 | 166 | 391 | 164 | 153 | 117 | 84  | 81  | 84   | 89   | 85   | 83   | 96   | 109  | 120  | 121  | 111  | 120  | 102  |
| The Drugs Don't Work                              | -   | -   | -   | -   | -   | -   | -   | -   | -   | 1612 | 1475 | 1573 | 1477 | 1599 | 1764 | 1886 | 1845 | 1868 | 1877 | 1703 |

1. ↑  Een '-' betekent dat het nummer niet was genoteerd en een vetgedrukt getal geeft de hoogste notering van een nummer aan.
2. ↑  2005 was het eerste jaar met een notering voor The Verve.